# جورج هيو
جورج هيو (بالإنجليزية: George Vaughan)‏ هو تاجر أمريكي، ولد في 13 أبريل 1676 في بورتسموث في المملكة المتحدة، وتوفي في 20 نوفمبر 1725.